# Martien Maas
Martien Maas (Deurne, 1963) is een Nederlandse dirigent, muziekpedagoog en pianist.

## Levensloop
Maas studeerde 'Klassiek Piano' bij Ton Demmers aan het 'Brabants Conservatorium' te Tilburg en volgde masterclasses bij o.a. György Sebök en Ivo Pogorelich. Hij behaalde zijn bachelor diploma 'Klassiek Piano' (1988) en het diploma 'Piano Uitvoerend Musicus' (1990). Bovendien studeerde hij vanaf 1990 het vak 'correpetitie' bij Jan Gruithuyzen, dat hij in 1992 succesvol afrondde met het diploma 'Aantekening Begeleiden'. Daarnaast behaalde hij het diploma 'Hafa directie' (1988) en 'Schoolmuziek' (1987), eveneens aan het 'Brabants Conservatorium' .
Martien Maas is actief als solo-pianist, als begeleider en als dirigent. Als pianist speelde hij diverse pianoconcerten en trad hij op als begeleider van Steven Mead, Peter Damm, Andreas van Zoelen, Walter Boeykens en vele anderen. Hij verzorgde radio- en tv-opnames en maakte cd-opnames met solisten en ensembles. Bovendien wordt hij vaak geïnviteerd als begeleider bij masterclasses en audities. Ook als dirigent heeft Martien Maas ruime ervaring en was hij verbonden aan diverse orkesten in Nederland. Gedurende een aantal jaren werkte hij als dirigent samen met Jan Cober. Behalve in Nederland trad hij tijdens concertreizen op als pianist en als dirigent in Duitsland, België, Luxemburg, Zwitserland, Oostenrijk, Tsjechië, Spanje, Italië en China.
Maas is sinds 1997 als docent en correpetitor verbonden aan de 'Academy of Music and Performing Arts' (voorheen 'Fontys Conservatorium') te Tilburg, waar hij sinds 2019 tevens de rol van 'International Relations Coordinator' vervult. Bovendien was hij van 2010 tot 2020 voorzitter van de examencommissie aan dit instituut. Daarnaast is hij dirigent en freelance pianist. Momenteel is hij als dirigent verbonden aan 'Harmonie De Vriendenkrans' Heel, de 'Koninklijke Harmonie Deurne' en de 'Politieharmonie Oost Brabant' . Met deze orkesten behaalde hij vele successen en werkte hij samen met artiesten als Karin Bloemen, Ali B, Henk Poort, Danny de Munk, Tony Neef, Edsilia Rombley, O'G3NE, Romy Monteiro en vele anderen.
In november 2017 heeft Martien Maas een koninklijke onderscheiding ontvangen: hij is benoemd tot Ridder in de Orde van Oranje-Nassau.